# Christodule Ier d'Athènes
Pour les articles homonymes, voir Christodoulos.
Christodule Ier ou Christodoulos Ier (en grec Χριστόδουλος Α', né Christos Paraskevaidis à Athènes, Grèce, le 17 janvier 1939 et mort le 28 janvier 2008) fut primat de l'Église orthodoxe autocéphale de Grèce de 1998 à sa mort.
Ordonné prêtre en 1965, il sert comme secrétaire du Saint-Synode, un poste clef de l'instance dirigeante de l'Église de Grèce, pendant toute la dictature des colonels, sous l'archiépiscopat de Hiéronyme Ier, qui est l'un des premiers soutiens de ce régime autoritaire. Ce passage dans les arcanes de l'Église dans une période politique pour le moins troublée est décisif pour sa carrière : il est nommé métropolite de Démétrias en Thessalie en 1974, alors qu'il n'est âgé que de 35 ans. Il tente systématiquement par la suite de masquer cette période de son activité, déclarant n'avoir été qu'un simple étudiant pendant la dictature.[réf. nécessaire]

## Biographie
Il fit ses études à Athènes où il reçut l'ordination sacerdotale. Après des études supplémentaires, il fut reçu en 1967 docteur en théologie. Le 14 juillet 1974, il fut sacré évêque et fut, de 1974 à 1988, métropolite de Dimitrias. De 1985 à 1998, il fut responsable des relations œcuméniques de l'Église de Grèce. Le 29 avril 1998, il fut nommé archevêque d'Athènes et de toute la Grèce.
Le 29 avril 1998, le plus haut organe de l'Église orthodoxe grecque, le Saint-Synode, fit de lui le successeur de Séraphin Ier comme chef de l'Église orthodoxe grecque. Le point culminant de son mandat a été la visite à Athènes du pape Jean-Paul II en 2001 ; c'était la première visite d'un pape en Grèce depuis la séparation des deux Églises au cours de l'année 1054. En 2006, sa visite officielle à Benoît XVI fit de lui le premier chef de Église orthodoxe grecque à être reçu à Rome. Dans une déclaration commune a été expressément proclamée la volonté d'une collaboration œcuménique : « Il est de notre responsabilité commune de surmonter dans l'amour et la vérité les difficultés de toutes sortes et les expériences douloureuses du passé. »
En raison de ses activités dans le Nord de la Grèce et les diocèses de la mer Égée (qui dépendent du patriarcat œcuménique de Constantinople, et non d'Athènes) il fut temporairement excommunié en 2004 par le patriarche œcuménique Bartholomée Ier. Le différend put être apaisé en sorte que Christodoulos a ensuite entretenu de bonnes relations avec le patriarche œcuménique.
Pour son action internationale, Christodoulos, ami du patriarche de Roumanie, Daniel, a été reçu docteur honoris causa de l'Université Alexandru Ioan Cuza de Iaşi en 2000 et de l'Université de Craiova en 2003.

### Maladie et mort
En juin 2007, l'archevêque Christodoulos a été hospitalisé à l'hôpital Aretaeion d'Athènes où l'on a diagnostiqué dans le lobe droit du foie un adénocarcinome du côlon et un carcinome hépatocellulaire. À la suite de la résection de la tumeur du côlon, le professeur Andreas Tzakis, spécialiste des transplantations à la Miller School of Medicine (en) de l'université de Miami, a annoncé que l'archevêque serait transféré au Jackson Memorial Hospital de Miami, en Floride, afin de subir une transplantation du foie. Le 8 octobre 2007, la transplantation a été annulée en raison de métastases. Sur les conseils des médecins traitants, Christodoulos est retourné à Athènes le 26 octobre pour y suivre un traitement médical.
Dans ses derniers jours, l'archevêque a refusé l'hospitalisation, préférant rester chez lui à Psychikó, où il est décédé le 28 janvier 2008. Ses funérailles ont eu lieu le 31 janvier 2008. Jusque-là, son corps reposait à la chapelle de la Cathédrale de l'Annonciation. Ses funérailles ont été présidées par le patriarche œcuménique Bartholomé Ier, le patriarche de Jérusalem Théophile III, le patriarche d'Alexandrie Théodore II et le patriarche de Roumanie Daniel ; y ont également participé l'archevêque de Chypre Chrysostomos II et l'archevêque d'Amérique Démétrios (en). Son successeur, Hiéronyme II, a été élu par le Synode des métropolites de l'Église de Grèce le 7 février 2008. Le jour de son enterrement, les écoles et les administrations sont fermées.
Malgré les critiques qui lui ont été adressées, notamment sur le plan politique, l'archevêque Christodoulos s'est révélé être l'un des archevêques les plus populaires de l'histoire grecque, sachant entretenir des rapports particuliers avec les jeunes.